# الحوار المسرحي
الحوار المسرحي: هو الحديث الذي تتبادله الشخصيات المسرحية فيما بينها وهو ما يركز عليه الكاتب المسرحي اثناء تدوينه للنص المسرحي والذي يجري على لسان الشخصيات أثناء تقمصها للأدوار على خشبة المسرح.
وينقسم الحوار إلى قسمين رئيسين.

## الحوار الخارجي
وهو الحوار الظاهر الذي يجري على لسان الشخصيات ويشترط أن تسمع الشخصيات حوار بعضها البعض، وهو النمط الأكثر شيوعا في المسرح، ويمكن أن يكون حوارا ثنائيا بين شخصيتين فقط أو بين أكثر من شخصيتين .

## الحوار الداخلي
وهو على ثلاثة أنماط:

### النمط 1
وهو الحوار الذي تلقيه شخصية واحدة على خشبة المسرح ويطلق عليه أيضا المناجاة ويشترط فيه انفراد الشخصية وحدها على خشبة المسرح، ويمكن أن يكون لأي شخصية حوارها الداخلي في المسرحية ،والمؤلف يلجأ إلى هذا النمط من الحوار عندما يريد أن يكشف للجمهور دواخل الشخصية التي لا يريد كشفها لباقي الشخصيات في ذلك الوقت.

### النمط 2
وهو الحوار الذي تلقيه الشخصية للجمهور على نحو مباشر دون أن يظهر على باقي الشخصيات أنها سمعته، وهذا يعني وجوب وجود شخصية أو أكثر مع الشخصية المتحدثة، والمؤلف يلجأ إلى هذا النمط من الحوار ليوضح للجمهور ما يعتمل بداخل الشخصية في ذلك الوقت دون أن تعلم ذلك باقي الشخصيات على خشبة المسرح .ويعد بعض النقاد استخدامه في المسرح ضعفا من المؤلف لأنه لم يستطع إيصال مضمون ذلك الحوار بالحوار الخارجي.

### النمط 3الحوار الموجه للجمهور
هو ذلك الحوار الذي توجهه الشخصية للجمهور وتنتظر من الجمهور الإجابة، ولا يشترط وجود شخصيات أخرى 